# Wang Xufeng
Wang Xufeng (xinès simplificat: 王旭烽) (Pinghu 1955) especialista sobre les tradicions del té, llibretista i escriptora xinesa, guanyadora del Premi Mao Dun de Literatura de l'any 2000 per la seva novel·la "Bu ye hou",traduïda a l'anglès com "The Never Night Hou" segona part de la trilogia "Tea Man Trilogy"

## Biografia
Wang Xufen va néixer el febrer de 1955 a Pinghu, província de Zhejiang (Xina).
Entre 1978 i 1982 Wang va estudiar història al Departament d’Història de la Universitat de Hangzhou. Després de graduar-se,va fer de professora en una escola d Hangzhou..

### Obra literària
Es especialment coneguda per la seva "Trilogia del té" que va trigar 10 anys en completar i que d'alguna forma és un recorregut pels principals esdeveniments sociopolítics de la Xina des de finals de la dinastia Qing, passant per la segona guerra sino-japonesa, fins a la Revolució Cultural.
La segona part que va guanyar el Premi Mao Dun va ser adaptada com a sèrie de televisió.
A més de les seves obres de ficció, Wang ha treballat per fusionar literatura i òpera tradicionals xineses, produint, entre d'altres, una versió Kunqu de la novel·la clàssica," El somni del pavelló vermell".